# Богорія-Пофольварчна
Богорія-Пофольварчна (пол. Bogoria Pofolwarczna) — село в Польщі, у гміні Здуни Ловицького повіту Лодзинського воєводства.
Населення — 68 осіб (2011).

## Демографія
Демографічна структура станом на 31 березня 2011 року:
|          | Загалом | Допрацездатний вік | Працездатний вік | Постпрацездатний вік |
| -------- | ------- | ------------------ | ---------------- | -------------------- |
| Чоловіки | 35      | 10                 | 21               | 4                    |
| Жінки    | 33      | 3                  | 17               | 13                   |
| Разом    | 68      | 13                 | 38               | 17                   |